# Udes
Els udes (en llatí: udae, en grec antic: οὖδαι) eren un poble de la Sarmàcia asiàtica que cita Claudi Ptolemeu, i diu que vivien a la vora de la mar Càspia. Segurament són el mateix poble esmentat com Udini per Plini el Vell. El seu nom derivaria del riu Údon, actualment conegut com a Kumà.